# Burgstall Stein
Der Burgstall Stein ist eine abgegangene Höhenburg rund 1000 Meter südöstlich der Stadtkirche von Fridingen an der Donau im Landkreis Tuttlingen in Baden-Württemberg.

## Geografische Lage
Die Reste der Spornburg erheben sich auf 755 m ü. NN Höhe, und damit etwa 140 Höhenmeter über dem Donautal (613 m ü. NN). Sie befindet sich auf einem vom Talhang vorstehenden Felsklotz in unmittelbarer Nachbarschaft der Burgruine Stiegelesfels und dem namensgebenden Kammfelsen im dortigen Naturschutzgebiet, sowie der Burgstallhöhle, einer Höhlenburg.

## Geschichte
Die Errichtung der Burg Stein wird, aufgrund von Keramikfunden sowie der Bauwerksuntersuchung des noch in Resten erhaltenen Bergfriedes, auf den Zeitraum zwischen 1100 und 1150 datiert. Wahrscheinlich entstand sie als Nachfolgeanlage der früheren Burg in der Burgstallhöhle. Über ihre Erbauer ist aufgrund fehlender schriftlicher Quellen nichts bekannt. Aufgegeben wurde die Burg schon in der zweiten Hälfte des 13. Jahrhunderts.
Vermutlich fiel die abgegangene Burg 1381 an das Herzogtum Österreich, das damals in den Besitz der Herrschaft Hohenberg gelangte. Im Jahr 1409 gab Österreich den Burgstall als Hohenburger Lehen an Hans von Wildenfels. Damals hieß es: „Hans von Wildenfels hat empfangen am samstag nach St. Agnesentag am burgstall genannt Stein, zu Fridingen und Kallenberg an der Tunaw, und ain hof daselbst, zu dieser Zeit der Walch und äckhern, Visen, Vischentzen und allen Zugehörungen“. Dies ist auch die erste und zugleich einzige Nennung der Burg, wobei aber keinesfalls sicher ist, ob es sich auch um diese Burganlage handelte. Weitere abgegangene und namenlose Burgstellen mit einem nahegelegenen Hof sind in der Gegend um Fridingen und der Burg Kallenberg mit den Höhlenburgen Ziegelhöhlenburg, der Höhlenburg beim Scheuerlehof, und der benachbarten Burgstallhöhle, sowie den Burgstellen auf dem Rockenbusch und auf dem benachbarten Stiegelesfels bekannt. Auch konnte die Stammburg des Hans von Wildenfels, die Burg Wildenfels, noch nicht lokalisiert werden.

## Beschreibung

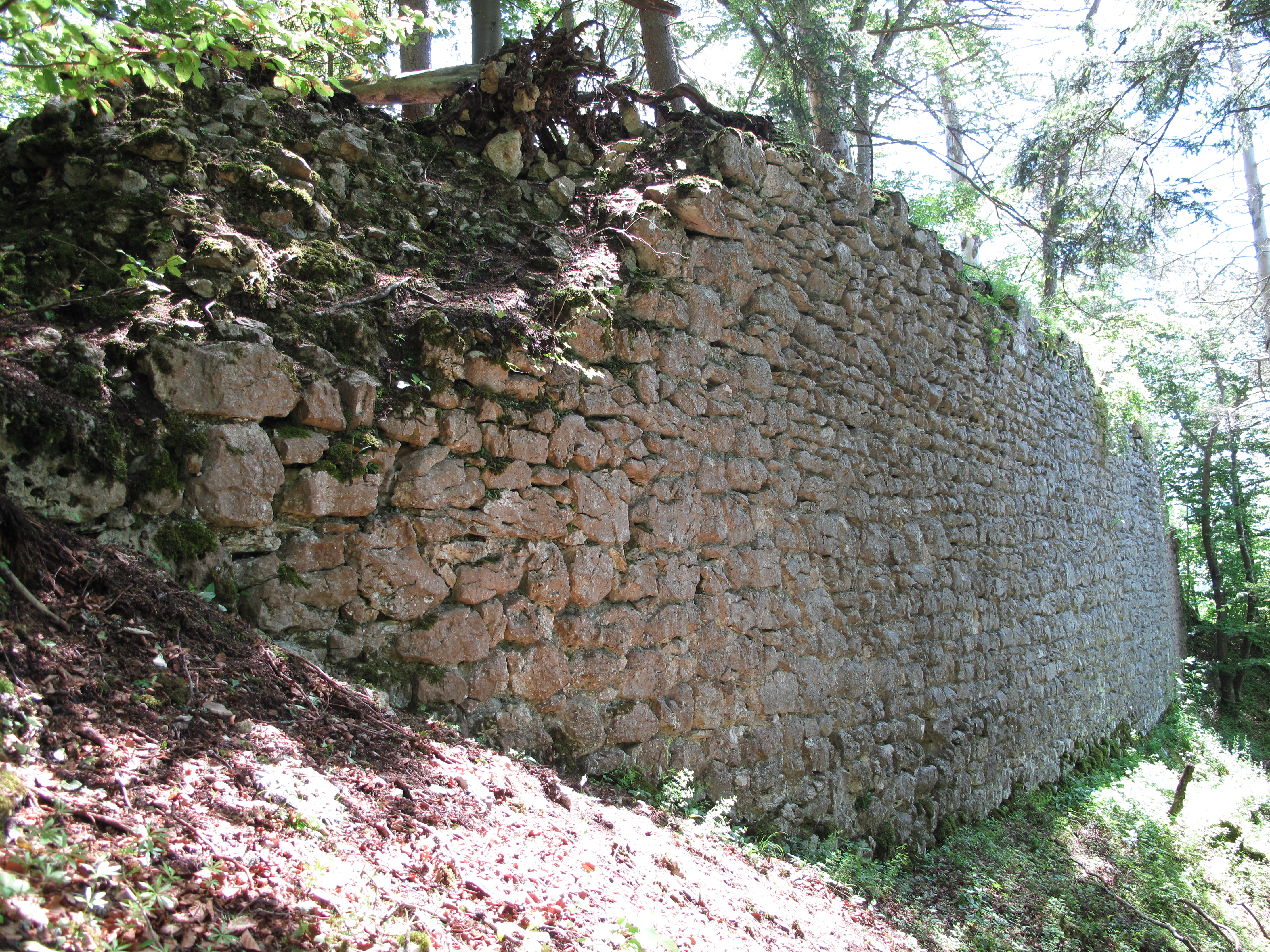
Rest der westlichen Umfassungsmauer

Von der Burg sind im Wesentlichen ein eindrucksvoller etwa 32 Meter langer und bis zu sechs Meter hoher Rest der westlichen Umfassungsmauer sowie die innere Mauerschale des Bergfriedes (Innenraum: 3 mal 2,5 Meter und etwa 2,5 Meter Höhe) erhalten. Die etwa 20 mal 60 Meter große Burgfläche auf dem Burgfelsen wurde von einem rund zehn Meter tiefen, hufeisenförmigen Sohlgraben vom Talhang getrennt. Von einem Palas (Etwa 12 mal 9 Meter Grundfläche) sind noch Umrisse zu erkennen. Von seiner nordöstlichen Außenecke haben sich grob behauene Eckquader erhalten.
Die Ruine ist heute im Besitz der Gemeinde Fridingen.